# Vanship
Vanship är ett fiktivt fordon som förekommer i animen Last Exile. Ett Vanship ser ut som ett flygplan från första världskriget.
Ett Vanship drivs av ett ämne som heter Claudia, detta förbränns i Vanshipet och gör själva fordonet viktlöst. Själva processen över hur detta går till förklaras inte i serien. Eftersom skeppet är viktlöst kan det sväva och åka i princip hur som helst, skeppet behöver inte heller några vingar för att kunna flyga utan dessa används bara för att kunna styra skeppet.